# Lajos Kű
Lajos Kű (Székesfehérvár, Hungría, 5 de julio de 1948) es un exfutbolista de Hungría que jugaba en la posición de centrocampista.

## Carrera

### Club
| Periodo   | Club            |
| --------- | --------------- |
| 1968      | Videoton FC     |
| 1968-1974 | Ferencvárosi TC |
| 1974-1975 | Vasas SC        |
| 1978-1980 | Club Brugge KV  |
| 1981-1983 | SC Eisenstadt   |
| 1983-1984 | FC Mönchhof     |

### Selección nacional
Jugó para Hungría en ocho ocasiones y anotó un gol, el cual fue en la Eurocopa 1972. También fue finalista en los Juegos Olímpicos de Múnich 1972.

## Palmarés
- Copa de Hungría: 1971-72, 1973-74